# St.-Pankraz-Kirche (St. Pankraz)

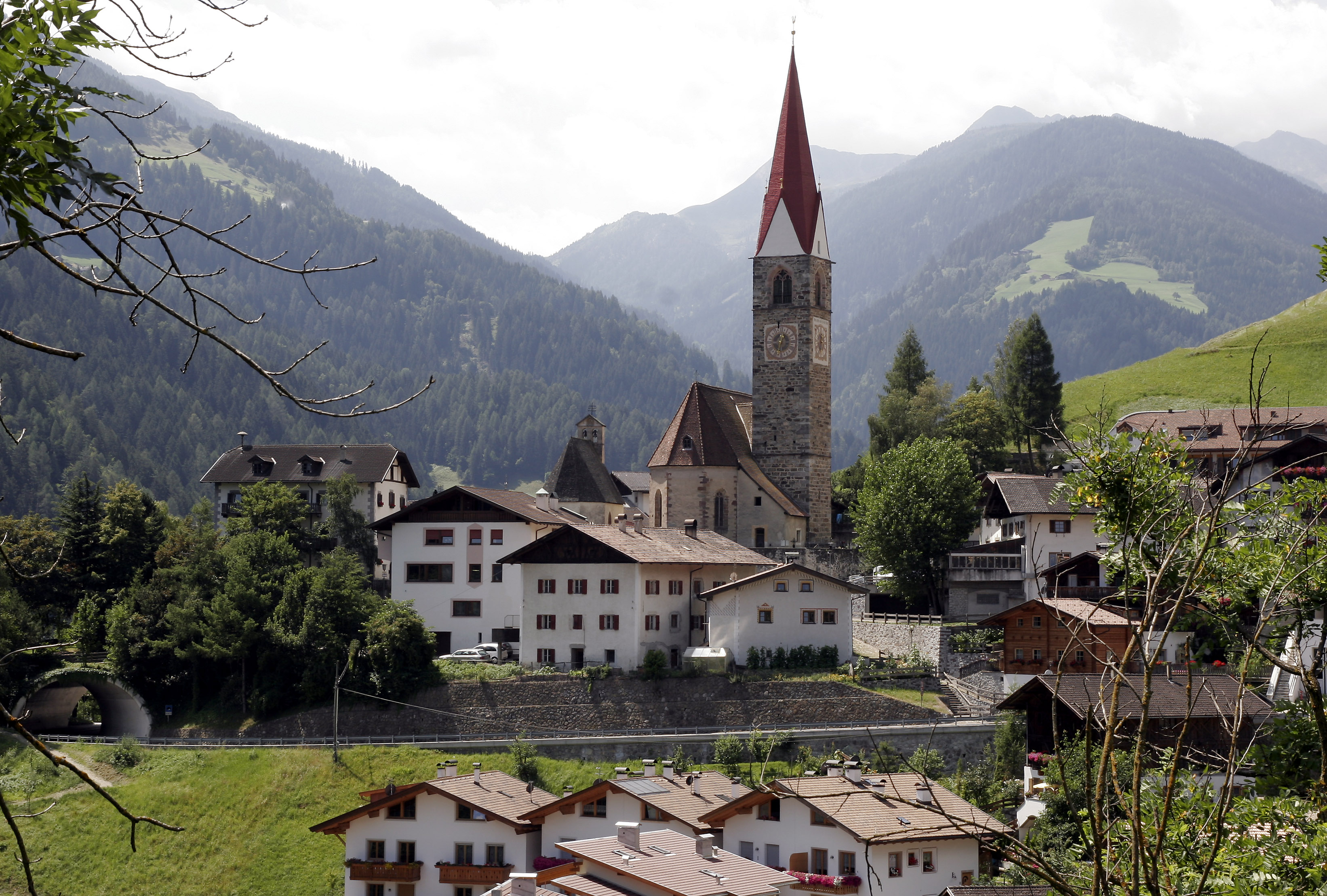
Pfarrkirche und Dorf St. Pankraz

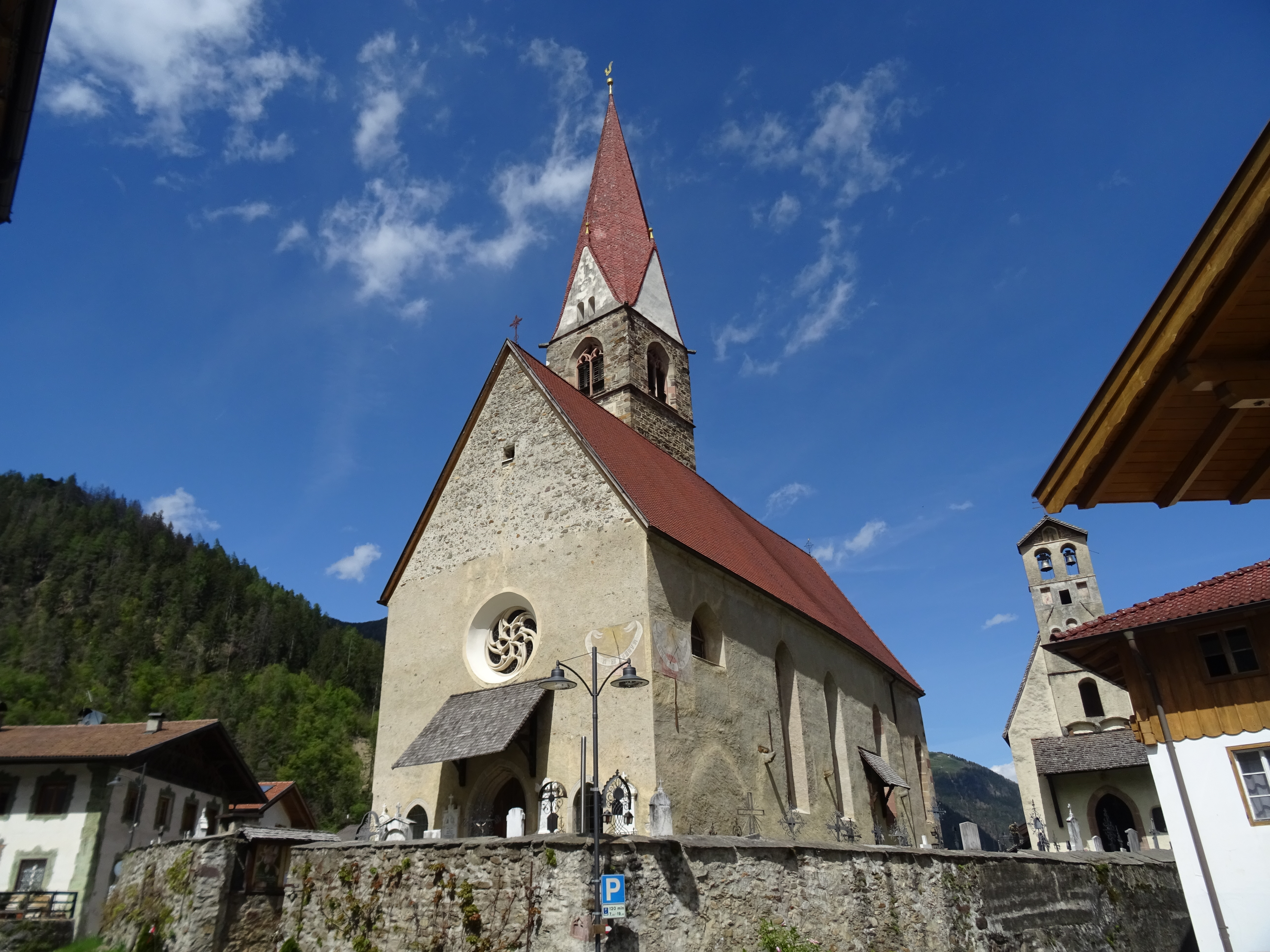
Vorderansicht

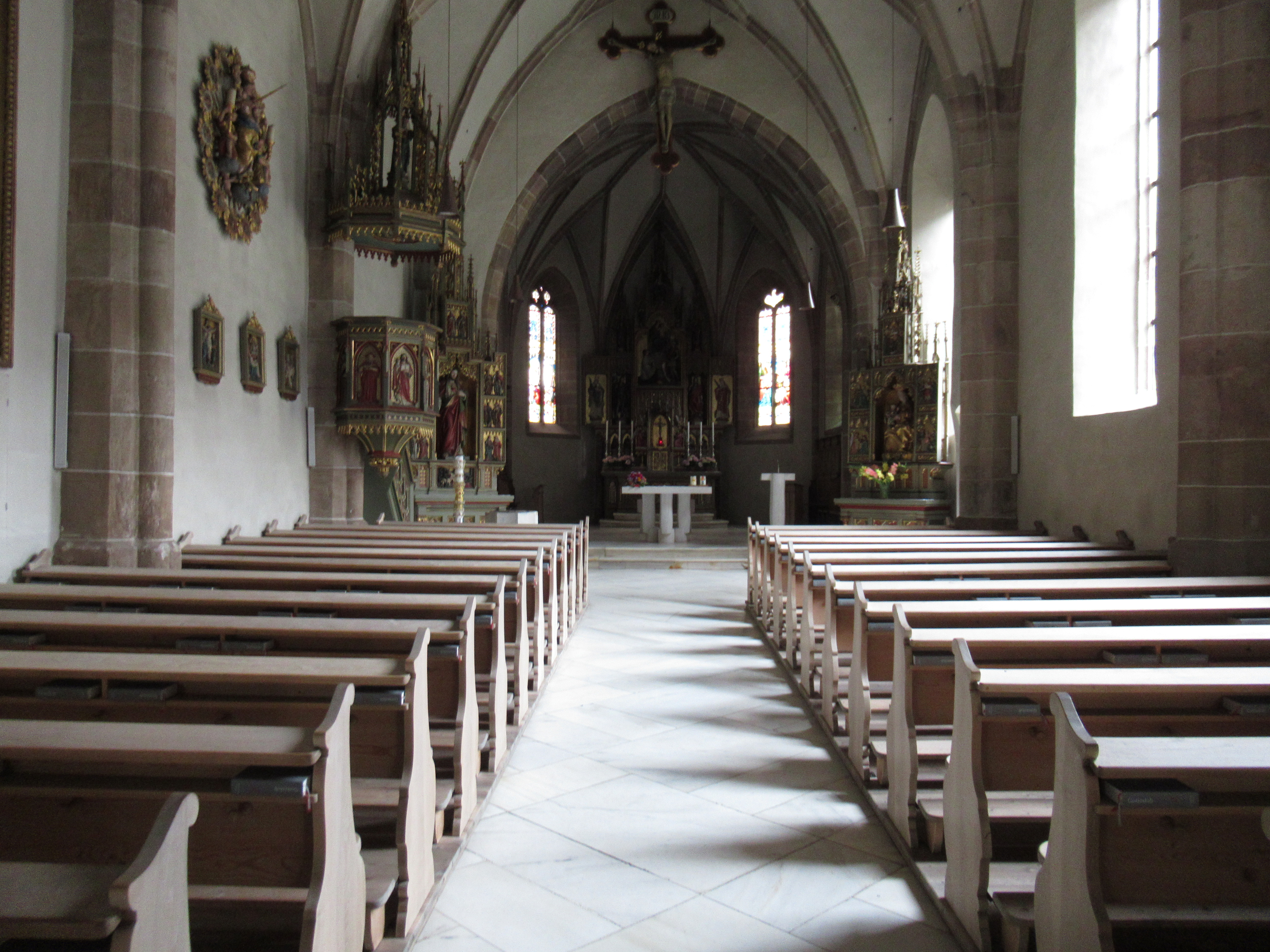
Innenraum

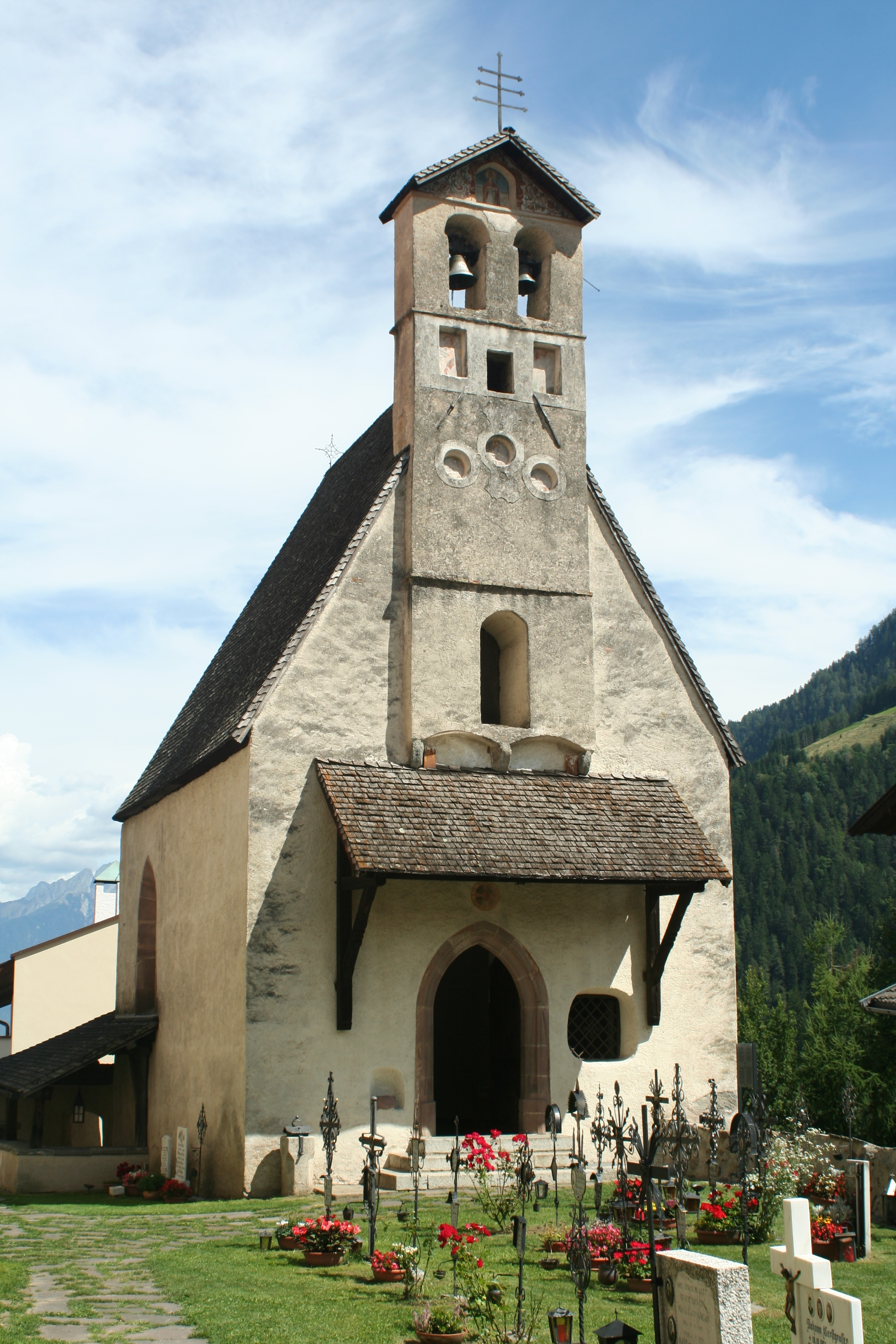
Friedhofskapelle St. Sebastian

St. Pankraz ist die römisch-katholische Pfarrkirche der Gemeinde St. Pankraz in Südtirol. Die Pfarrkirche St. Pankraz, die Friedhofskapelle St. Sebastian und der Friedhof stehen seit 1989 unter Denkmalschutz.   

## Geschichte
Das Gotteshaus gilt als älteste Kirche des Ultentals. Der Mutterpfarrei dürfte als kirchliches Zentrum der Gegend ein hohes Alter zu Grunde liegen. Zum ausgedehnten Pfarrbezirk gehörten ursprünglich außer St. Pankraz die Expositur St. Helena, die Kuratie St. Walburg, die Expositur St. Moritz, die Kuratie St. Nikolaus und die Kuratie St. Gertraud. Die erste urkundliche Erwähnung stammt aus dem Jahr 1082, als Berthold von Lana die Pfarre Ulten dem Kloster Weingarten übergab. Gestiftet wurde das Gotteshaus der Überlieferung nach von den Edlen von Annenberg und Dornsberg, Nachkommen der Grafen von Ulten. 1268 ist als erster Pfarrer ein gewisser Heinrich überliefert. Das vormals romanische Gotteshaus erfuhr 1338 einen Umbau. Bereits 1390 wurde eine Kapelle St. Sebastian, möglicherweise Vorgänger der 1492 geweihten Friedhofskapelle, erwähnt.    
1492 erfolgte auch die Neuweihe einer im gotischen Stil erweiterten Kirche. Um die gleiche Zeit erhielt die Kirche einen neuen Hochaltar. 1547 kam die Pfarre zusammen mit St. Martin und St. Georg zu Braunsberg an das Stift Stams. Das Kloster Weingarten soll im Gegenzug die Pfarre Leutkirch erhalten haben. 1558 eignete sich Kaiser Ferdinand I. der Pfarre an. Demnach besaß seither der jeweilige Landesfürst das Patronatsrecht. 1820 wurde der Turm mit einem neuen Spitzhelm versehen und darauf das Langhaus vergrößert, indem man die Vorhalle in das Kirchenschiff integrierte. Die ursprüngliche Ausstattung ging um 1890 zugunsten einer im Stil der Neugotik größtenteils verloren. 1921 wurde das Kriegerdenkmal auf dem die Kirche umgebenden Friedhof saniert.   

## Beschreibung
Die Kirche ist einschiffig. Der polygonale Chor aus dem 14. Jahrhundert besitzt ein gotisches Netzrippengewölbe. Die Langhausmauern stammen noch teilweise aus der Zeit der Romanik. Ein Außenwandfresko aus dem 16. Jahrhundert zeigt den Heiligen Christophorus. Die neugotischen Altäre und Kanzel stammen aus der Zeit um 1890. Die Kirche ist von einem alten Friedhof mit Umfassungsmauer umgeben. Auf ihm stehen die Begräbniskapelle St. Sebastian mit Dachreiter und polygonalem Chor sowie ein Kriegerdenkmal. 

## Geläut
Im Turm hängen sechs Glocken in der Stimmung c′ es′ f′ g′ b′ c″.
- Die älteste Glocke goss 1611 Hans Schelener. Die Inschrift lautet: Durch die Almacht und Kraft Gottes, meines himmlischen Vaters, bin ich in der Freien Kunst geboren; Maria ist mier mein Taufnamen außerkoren, Maria bin ich genand. Hans Schelener goß mich mit seiner Hant 1611.
- Zwei weitere Glocken goss 1694 Thomas Zwelfer in Bozen. Die Inschrift lautet: Jesus Nacarenus etc. anno Domini 1694 S. Maria ora pro nobis. S. Pangraz ora pro nobis, Christus vincit u.s.w., Thomas Zwelfer in Bozen hat mich mit Gottes Hilf gossen, Moriz Renner zum Leschen als Baumeister.[8]
- Die Sterbeglocke goss 1735 Joseph Grasmair in Brixen. Die Inschrift lautet: Ioseph Grasmair gos mich durch Gotes Hilf in Brixen.